# إتش كلود هدسون
إتش كلود هدسون (بالإنجليزية: H. Claude Hudson)‏ هو طبيب أسنان وشخصية أعمال أمريكي، ولد في 19 أبريل 1886 في ماركسفيل في الولايات المتحدة، وتوفي في 26 يناير 1989 في لوس أنجلوس في الولايات المتحدة.